# Старе Ґрохи
Старе Ґрохи (пол. Stare Grochy) — село в Польщі, у гміні Ґзи Пултуського повіту Мазовецького воєводства.
Населення — 60 осіб (2011).
У 1975-1998 роках село належало до Цехановського воєводства.

## Демографія
Демографічна структура станом на 31 березня 2011 року:
|          | Загалом | Допрацездатний вік | Працездатний вік | Постпрацездатний вік |
| -------- | ------- | ------------------ | ---------------- | -------------------- |
| Чоловіки | 27      | 6                  | 19               | 2                    |
| Жінки    | 33      | 6                  | 20               | 7                    |
| Разом    | 60      | 12                 | 39               | 9                    |